# Piasek

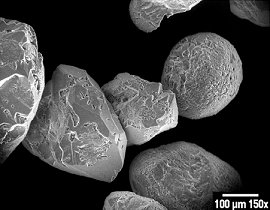
Ziarna kwarcowe piasku widziane w obrazie BSE skaningowego mikroskopu elektronowego

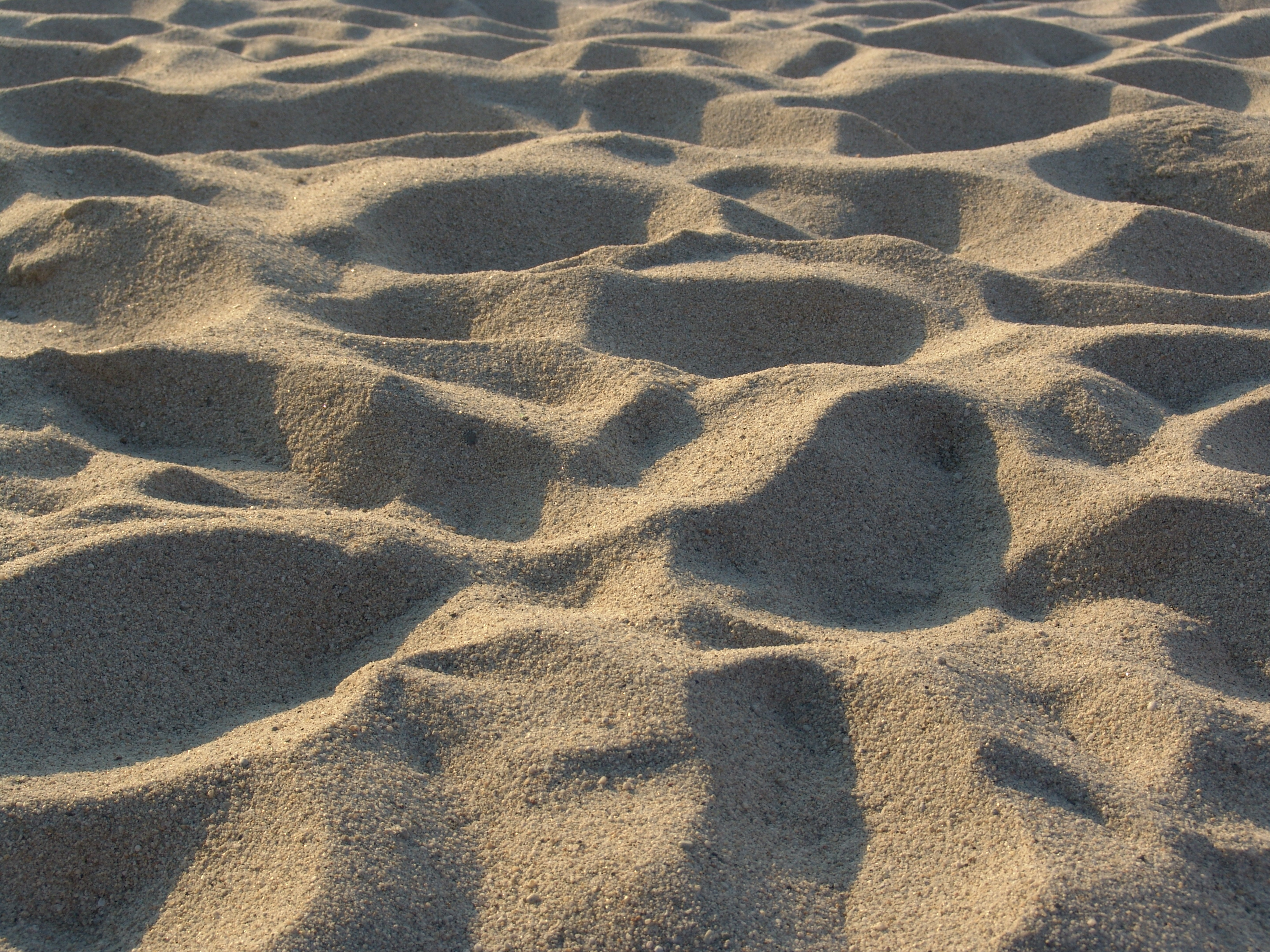
Zwykły piasek kwarcowy

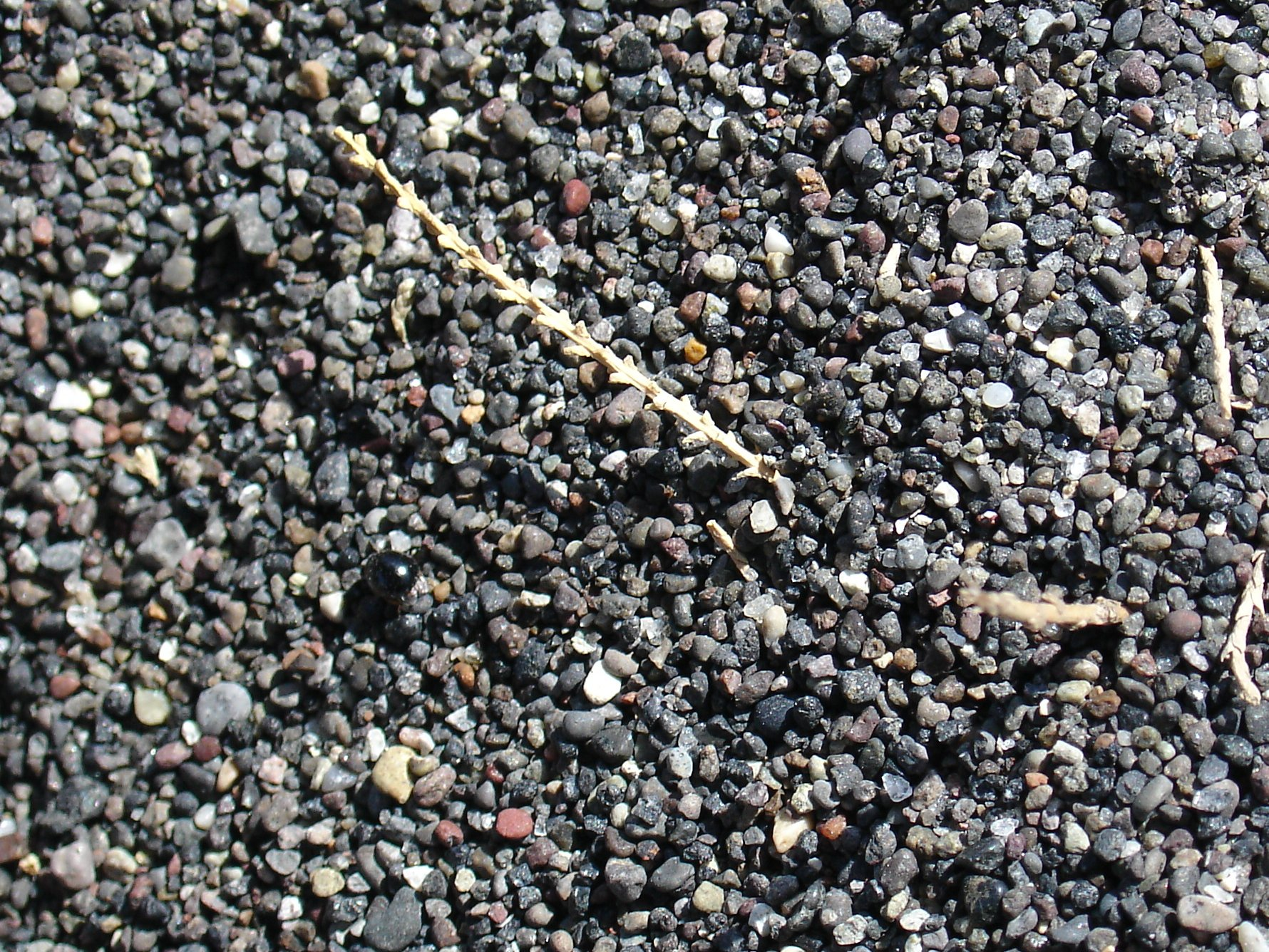
Czarny piasek wulkaniczny (w zbliżeniu)

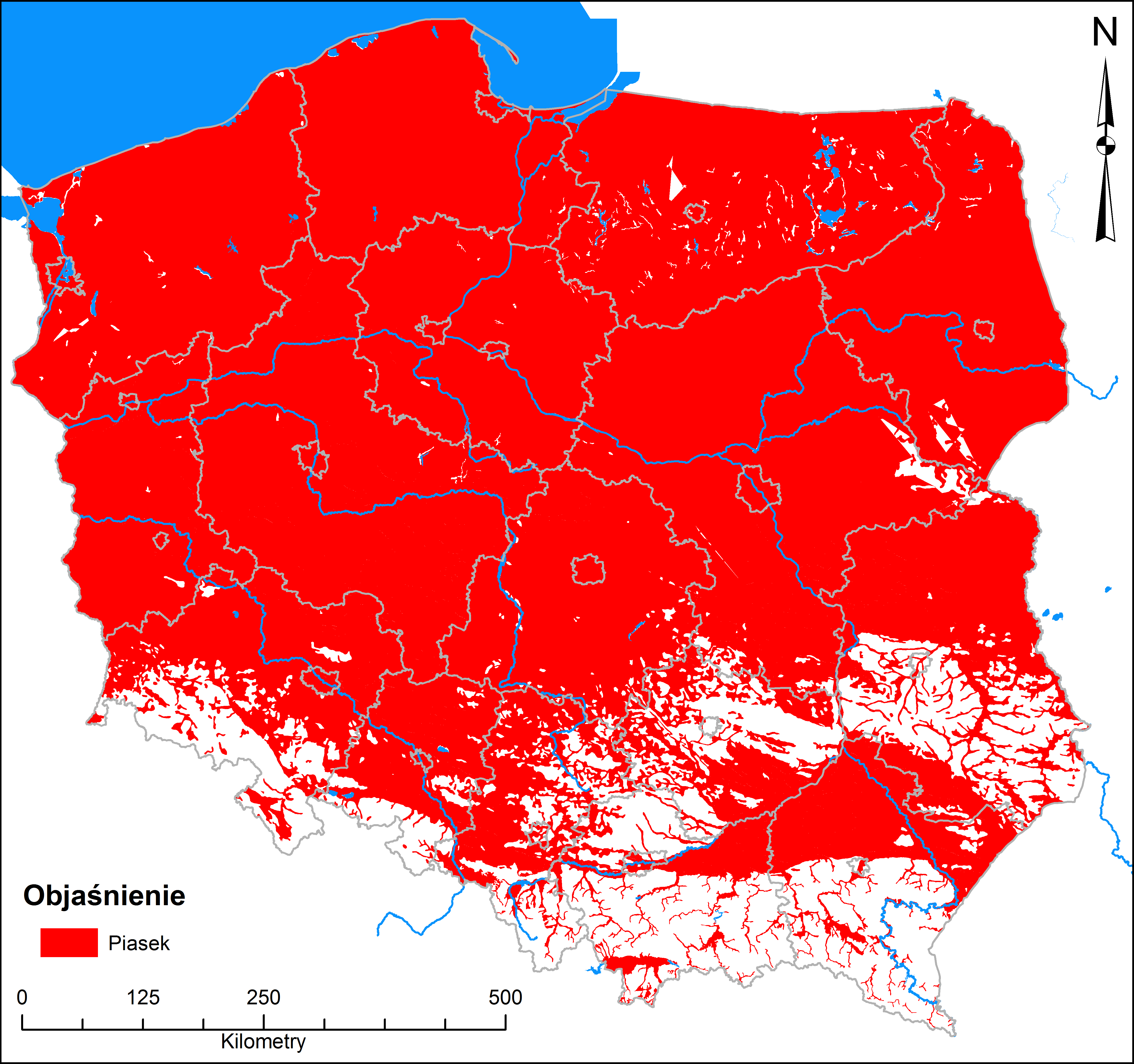
Złoża piasku w Polsce

Piasek – skała osadowa, luźna, złożona z niezwiązanych spoiwem ziaren mineralnych, przede wszystkim kwarcu. Wielkość ziaren waha się zależnie od przyjętej klasyfikacji od 0,05 lub 0,063 do 2 mm, gęstość ziaren piasku kwarcowego wynosi około 2,62 g/cm³.
Piaski są najczęściej występującą luźną skałą osadową. Jego złoża znajdują się na znacznym obszarze Polski. Wraz z innymi składnikami tworzy gleby. Pod wpływem oddziaływania wody i wiatru piasek tworzy formy akumulacyjne takie jak wydmy, wały piaszczyste, rewy, odsypy boczne, łachy, zmarszczki, antydiuny, fale piaszczyste, wstęgi piaszczyste i inne. Pod wpływem procesów diagenezy i lityfikacji piasek może przejść w skałę osadową zwięzłą, nazywaną piaskowcem, a w przypadku piasków kwarcowych następnie wskutek metamorfizmu w kwarcyt.
Piasek do celów gospodarczych wydobywany jest metodą odkrywkową w kopalniach zwanych piaskowniami (i żwirowniami), jest również pozyskiwany przy pogłębianiu rzek, kanałów żeglugowych na obszarach jezior i mórz itp.
Wykorzystywany jest m.in. do wyrobu szkła, a w budownictwie jako składnik betonu, zapraw murarskich, tynków.

## Typy piasku
Pod względem składu mineralnego wyróżnia się piaski:
- kwarcowe (główny składnik: kwarc SiO2) (najpowszechniejsze ze względu na stosunkowo dużą odporność chemiczną i mechaniczną kwarcu)
- wapienne lub węglanowe (główny składnik: kalcyt, rzadziej aragonit CaCO3)
- polimineralne (różne minerały, np. produkty wietrzenia innych skał)
- wulkaniczne (główny składnik: pyły i popioły wulkaniczne, okruchy szkliwa)

Oprócz tego w piaskach znajdować się mogą domieszki miki (łyszczyków), chlorytów, glaukonitu, węgla, substancji humusowych itp.
Pod względem składu granulometrycznego wyróżnia się piaski:
- w gleboznawstwie[3]: luźne, słabogliniaste, gliniaste;
- w geotechnice i gruntoznawstwie:
  - według Polskich Norm[4][5][6]: grube, średnie, drobne i pylaste w ramach gruntów niespoistych (sypkich) i piaski gliniaste w ramach gruntów spoistych;
  - według norm europejskich[7]: grube, średnie i drobne (z możliwym dalszym uszczegółowieniem).

W zależności od rodzaju czynnika transportującego i obrabiającego materiał skalny rozróżnia się piaski m.in.:
- rezydualne – nieprzemieszczone zwietrzeliny piaszczyste skał
- morskie
- rzeczne – ziarna połyskujące i średnio obtoczone
- fluwioglacjalne (polodowcowe) – ziarna kanciaste o niskim stopniu obtoczenia
- eoliczne (toczone przez wiatry) – ziarna dobrze wyselekcjonowane, o wysokim stopniu obtoczenia; powierzchnia ziaren mocno porysowana